# 阿克坦德鎮區 (明尼蘇達州坎迪約希縣)
阿克坦德鎮區（英語：Arctander Township）是位於美國明尼蘇達州坎迪約希縣的一個行政鎮區。

## 歷史
阿克坦德鎮區於1879年設立，得名自來自挪威的定居者約翰·W·阿克坦德（John W. Arctander）。

## 地方資料
阿克坦德鎮區的面積為93.80平方千米，當中陸地面積為89.46平方千米，而水域面積為4.34平方千米。根據2020年美國人口普查的數據，當地共有人口369人，而人口密度為每平方千米3.93人。